# Exzision
Als Exzision (lateinisch excidere: (her)aushauen, -schneiden, abhauen) wird in der Medizin das chirurgische Entfernen von Gewebe aus dem Körper bezeichnet. Das entsprechende Verb lautet exzidieren, das entfernte Gewebe Exzisat.
Hierbei wird im Unterschied zur Inzision das betroffene Gewebe herausgeschnitten.
Die Wundexzision (dt. Friedrich-Wundausschneidung) ist die Ausschneidung einer einfachen Hautwunde (nicht im Hand- und Gesichtsbereich) zur Anfrischung (Verbesserung der Durchblutung von Wundrändern) sowie zur Entfernung von Verschmutzungen, Erregern, Fremdkörpern und nekrotischem Gewebe. Sie erfolgt möglichst 8–24 h nach Verletzung, vorzugsweise bei erhöhter Infektionsgefahr wie z. B. bei Tier- und Menschenbissen.

## Genetik
In der Genetik bezeichnet Exzision eine Gruppe von genomischen Reparaturmechanismen im Nucleus einer Zelle, z. B. bei Hfr-Stämmen, bei der ein Abschnitt einzelsträngiger DNA aus dem Genom herausgeschnitten wird.